# Volkmar Kretkowski
Volkmar Kretkowski (* 23. Juni 1938 in Duisburg) ist ein deutscher Pädagoge und Politiker (SPD).

## Leben und Beruf
Nach dem Abitur absolvierte Kretkowski ein pädagogisches Hochschulstudium. Anschließend trat er als Studienrat in den Schuldienst ein. Er arbeitete von 1965 bis 1974 als Realschullehrer und war danach bis 1976 als Leiter einer Realschule tätig, zuletzt in der Funktion eines Studiendirektors. Daneben hatte er sich der Gewerkschaft Erziehung und Wissenschaft (GEW) angeschlossen. Später wurde er Vorstandsmitglied der Krefelder Stadtwerke.

## Partei
Kretkowski trat 1967 in die SPD ein und war von 1974 bis 1988 Vorstandsmitglied des SPD-Bezirks Niederrhein.

## Abgeordneter
Kretkowski war von 1975 bis 1994 Ratsmitglied der Stadt Krefeld. Dem Deutschen Bundestag gehörte er von 1976 bis 1994 an. Von 1980 bis 1983 vertrat er im Parlament den Wahlkreis Krefeld. In allen anderen Wahlperioden zog er über die Landesliste der SPD Nordrhein-Westfalen in den Bundestag ein.